# 杀手：赦免
《杀手：赦免》是一款由IO Interactive开发、史克威尔艾尼克斯出版、使用IO Interactive专有的冰川2（Glacier 2）引擎开发的隐蔽类游戏，亦是系列中的第五部作品，也是舊系列的最後一部作品，游戏於2012年11月20日发布。

## 遊戲系統
本作首次把第三人身視角改為越肩式，引入新元素包括：「本能模式」－47能預測敵人巡邏路線、在戰鬥中耗用本能以快速擊斃敵人、或在使用偽裝時耗用本能以瞞騙敵人；挑戰系統－所有任務均為進行及消滅目標的方式定下條件；計分制度－不同之任務進行方式均有不同分數設定，其高低值將決定頭銜；網上合約模式－各玩家可自由決定任務進行之方式，完成後使之成為合約讓其他玩家挑戰以相同方式進行任務。

## 遊戲劇情
承接前作刺客任務：黑錢交易，國際契約情報局（International Contract Agency）成員兼47最信任的聯絡人戴安娜·伯懷德（Diana Burnwood）突然叛變，把情報局公諸於世後消聲匿跡。情報局在班傑明·崔維斯（Benjamin Travis）重組下重新運作，47亦被委派刺殺戴安娜及救回一名被她監護的少女維多利亞（Victoria）。 47潛進戴安娜位於芝加哥的豪宅內將之槍擊，但並未對傷重以後的她處以致命一擊。47背著崔維斯詢問戴安娜背叛原因時被託以「私人契約」，並在閱讀一封附帶代幣及保護維多利亞以免她落入情報局手上的信件以後，承諾保護維多利亞避免她「變成」下一位47並帶著她脫離豪宅和情報局。
在把維多利亞藏在紫檀孤兒院（Rosewood Orphanage）之內並告知她別弄丟其特殊頸鏈以後，47尋求曾是情報局所屬的頂尖情報提供者「小鳥」（Birdie）協助調查維多利亞與情報局的關係，並為他刺殺了唐人街之王和交出了其一對銀色舞者（Silverballer）。將頭後之條碼剃下來以後，小鳥通知47居家防禦系統的軍火公司迪克斯達工業（Dexter Industries）擁有人布萊克·迪克斯達（Blake Dexter）有興趣獲得維多利亞。47潛進終焉旅館（Terminus Hotel），並在899號房間的通風管道中進行竊聽後了解布萊克欲綁架維多利亞並高價將之拍賣，但在進行刺殺時被布萊克手下桑切斯（Sanchez）擊昏，布萊克隨後殺死一名房務員並在室內縱火使47背負謀殺罪名。47從火場逃離到捷運車站並在逃避警方追捕期間從小鳥得知布萊克有一位生意夥伴兼線人唐姆·奧斯蒙，作為布萊克在芝加哥的後台。47潛進脫衣舞俱樂部刺殺唐姆以後，發現與布萊克、唐姆相互勾結的犯罪組織首腦愛德華·韋德（Edward Wade）的手下們已在尋找小鳥。小鳥在47回唐人街協助逐一擊斃手下們下仍失手被韋德直接擒獲，為自保而叛變並且供出了維多利亞的藏身地點。
孤兒院在47趕至後不久即受到韋德及其爪牙血洗般攻擊，47於保護維多利亞時亦發現她如不戴上那條頸鏈（或頸鏈受損、被奪走）會變得虛弱。47雖然重創了韋德，但維多利亞隨即被布萊克兒子蘭尼（Lenny）劫為人質，並且綁架帶至南達科他州希望鎮（Hope）：一座腐敗的鎮警長克萊夫·斯卡基（Clive Skurky）受雇於布萊克的私人軍事服務公司、實際上可說是由後者統治的城鎮。47為營救維多利亞而奪車前去，同時小鳥為在事件中得益而把47位置告知了情報局的同時亦向將47的一對銀色舞者存放於希望鎮槍店裡。被逼急的崔維斯直接下達47的格殺令，同時布萊克手下之科學家對維多利亞加以研究。而從蘭尼工作的酒吧得知蘭尼的情報並回收了一對銀色舞者後，47先在理髮店附近的街道上與理髮店以內將蘭尼所組成的幫派、企圖從布萊克手中綁架維多利亞以後高價賣給迪克斯達工業的軍火競爭對手公司的「希望鎮美洲豹」成員逐一擊斃以後，綁架蘭尼並在某沙漠中加以盤問。之後47可以親手殺死蘭尼或者任由他在沙漠中等死（即使不殺掉蘭尼離開，從通關後蘭尼在背景所說的台詞都可推斷他被禿鷲咬死）。
47潛進迪克斯達工業總部的研究區域以後，關掉保安系統、刺殺了相關之科學家，並發現維多利亞與自己同樣是為了成為殺手而創造的基因改造複製人、唯一弱點是需要依賴其頸鏈內所釋放的同位素以維持身體機能後，隨即毀滅了對她的研究資料。47隨後在工廠一旁的地下夜間格鬥場內，從桑切斯口中了解知維多利亞被克萊夫囚禁在希望鎮法院監獄內後，隨即殺死桑切斯。離開工廠以後的47到一間夏威夷式汽車旅館稍作休息，卻被崔維斯所派出、由「聖女部隊」（"The Saints"）領導的情報局突擊隊所襲擊。汽車旅館及周邊農田都被突擊隊所控制，範圍以內的平民與倖存者都被一一滅口。47將聖女部隊成員、包括他們的領隊拉桑德拉·迪克遜（LaSandra Dixon）逐一反殺，並且在崔維斯要求聖女部隊回報時宣告「任務失敗」。惱羞成怒的崔維斯帶上一大群情報局以內的手下前往希望鎮，不惜一切都要殺死47並取回維多利亞。
47雖然潛進希望鎮法院監獄尋獲維多利亞但失手被克萊夫所俘。布萊克拷問47，企圖得知其子所在，以後告知崔維斯以1,000萬美元換取維多利亞以後離開。47才剛逃出監獄，崔維斯以軍事式接管小鎮，並且派狙擊手擊傷克萊夫。47乘亂逃走並發現克萊夫企圖奪車逃亡，而後者事敗以後逃進教堂以內。47槍擊重創了劫持神父為人質的克萊夫，並在他死前拷問他後得知維多利亞被帶回芝加哥高級住宅大廈黑水公園（Blackwater Park）。47重返芝加哥並且更換新西裝的同時，崔維斯試圖無需贖金而從布萊克手中取回維多利亞。但是面對布萊克時也不得不直接將大筆贖金拱手讓人，而後者更企圖連人帶錢離開。期間維多利亞反抗時擊殺布萊克的多個手下，並因而對自己的能力感到困擾。這時47潛進大廈並先在55樓擊斃布萊克的秘書蕾拉·斯多克頓（Layla Stockton），再登上天台的直升機坪擊斃布萊克救出維多利亞。布萊克死前的遺言是向其子和他的錢道歉，感到噁心的維多利亞將1,000萬美元投向他的遺體以後才與47離開，那1,000萬美元就隨風飛散。
戴安娜的信件內提及崔維斯的部門未經情報局高層的同意、甚至瞞過情報局以下創造了維多利亞，希望47能保護她並且刺殺崔維斯。數個月後，47再度將維多利亞置於安全地方以後，於英國發現崔維斯因懷疑戴安娜並未被殺害而帶上一大群情報局以內的手下，在伯懷德家族墓園內進行搜查。在刺殺崔維斯的助手翠玉（Jade）及私人精英「近衛隊」以後，47以炸彈炸開崔維斯藏身地的大門並重創了他。崔維斯負傷下仍然斥責47浪費了維多利亞在情報局的潛在價值，並質問他戴安娜是否已死以後，47一句「你永遠不會知道」拒絕回答並將之槍殺。
事件結束後維多利亞在實為存活的戴安娜提示下考慮是否丟棄其頸鏈，而47於遠處透過狙擊槍瞄準鏡進行觀察；通關後戴安娜通知47，歡迎他回到情報局，並感謝他的協助。在後記中，小鳥向一名自終焉旅館爆炸案以來一直追查47卻苦無進展的芝加哥警察局探員科斯莫·福克納（Cosmo Faulkner）表示能提供情報。